# Höckerschwan
Der Höckerschwan (Cygnus olor) ist eine Vogelart, die innerhalb der Entenvögel (Anatidae) zur Gattung der Schwäne (Cygnus) und zur Unterfamilie der Gänse (Anserinae) gehört. Als halbdomestizierter Vogel ist er heute in weiten Bereichen Mitteleuropas beheimatet. Er hält sich bevorzugt auf Seen, Park- und Fischteichen, in seichten Meeresbuchten und im Winter auch auf offenen Flussläufen auf. Namensgebend für die Art ist der schwarze Höcker am Schnabelansatz. Schwäne haben in Mitteleuropa nur wenige Fressfeinde. Höckerschwäne gehören in Deutschland zu den jagdbaren Tierarten, und jedes Jahr werden mehrere Tausend geschossen. Zu einer Bestandsregulierung kommt es durch die stark ausgeprägte Territorialität der Schwäne während der Brutzeit sowie durch Verluste in strengen Winterhalbjahren.

## Aussehen

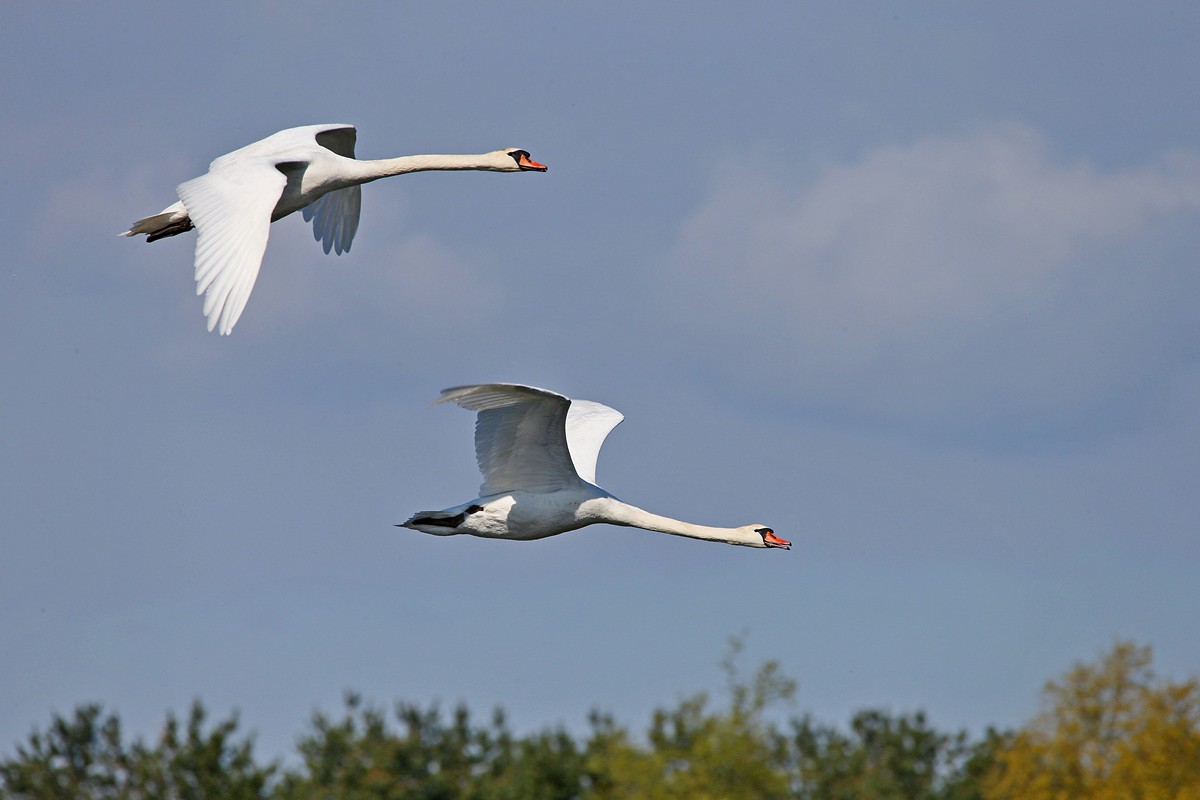
Fliegende Höckerschwäne erzeugen ein weithin hörbares singendes Fluggeräusch.

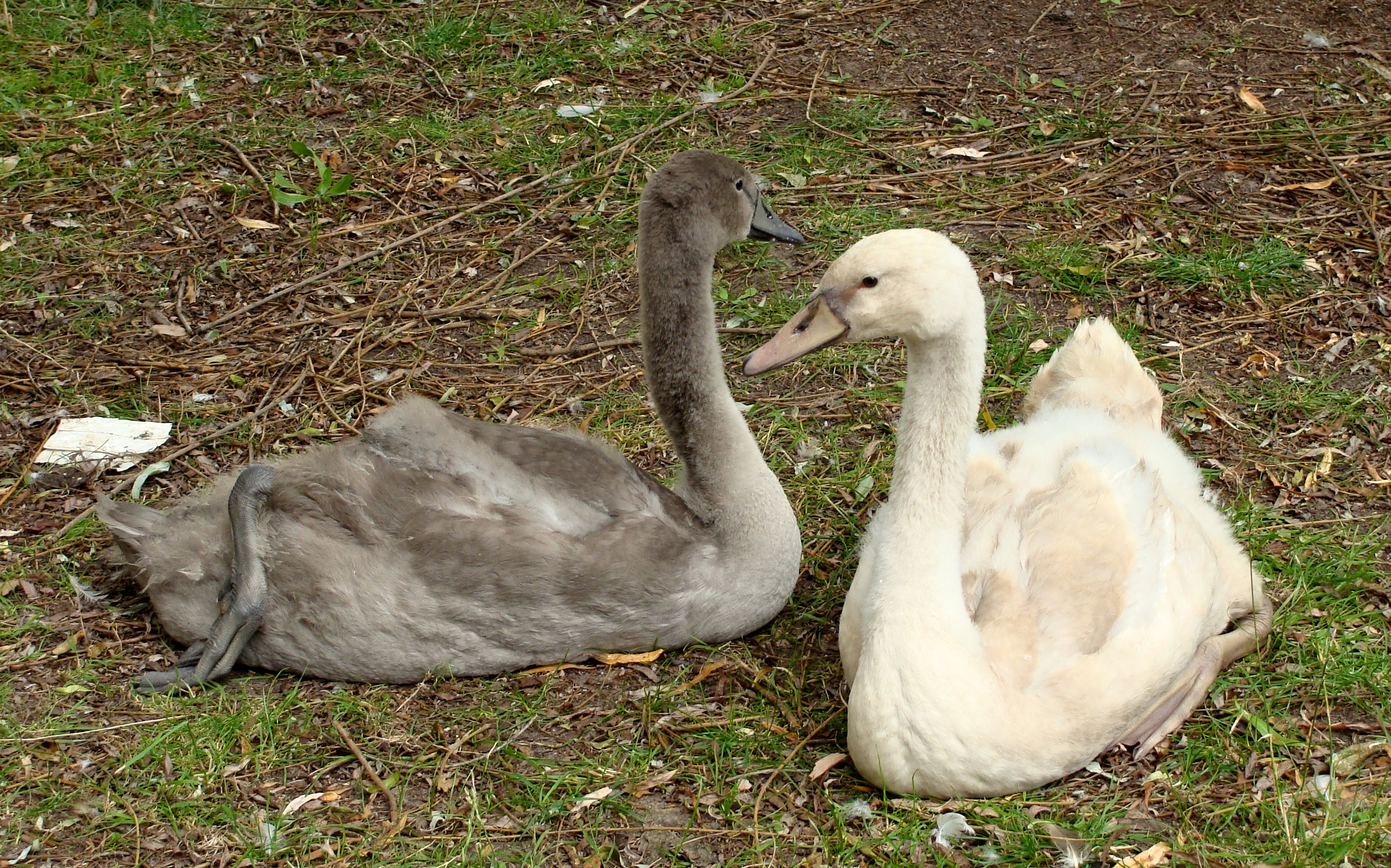
Farbmorphe immutabilis (rechts)

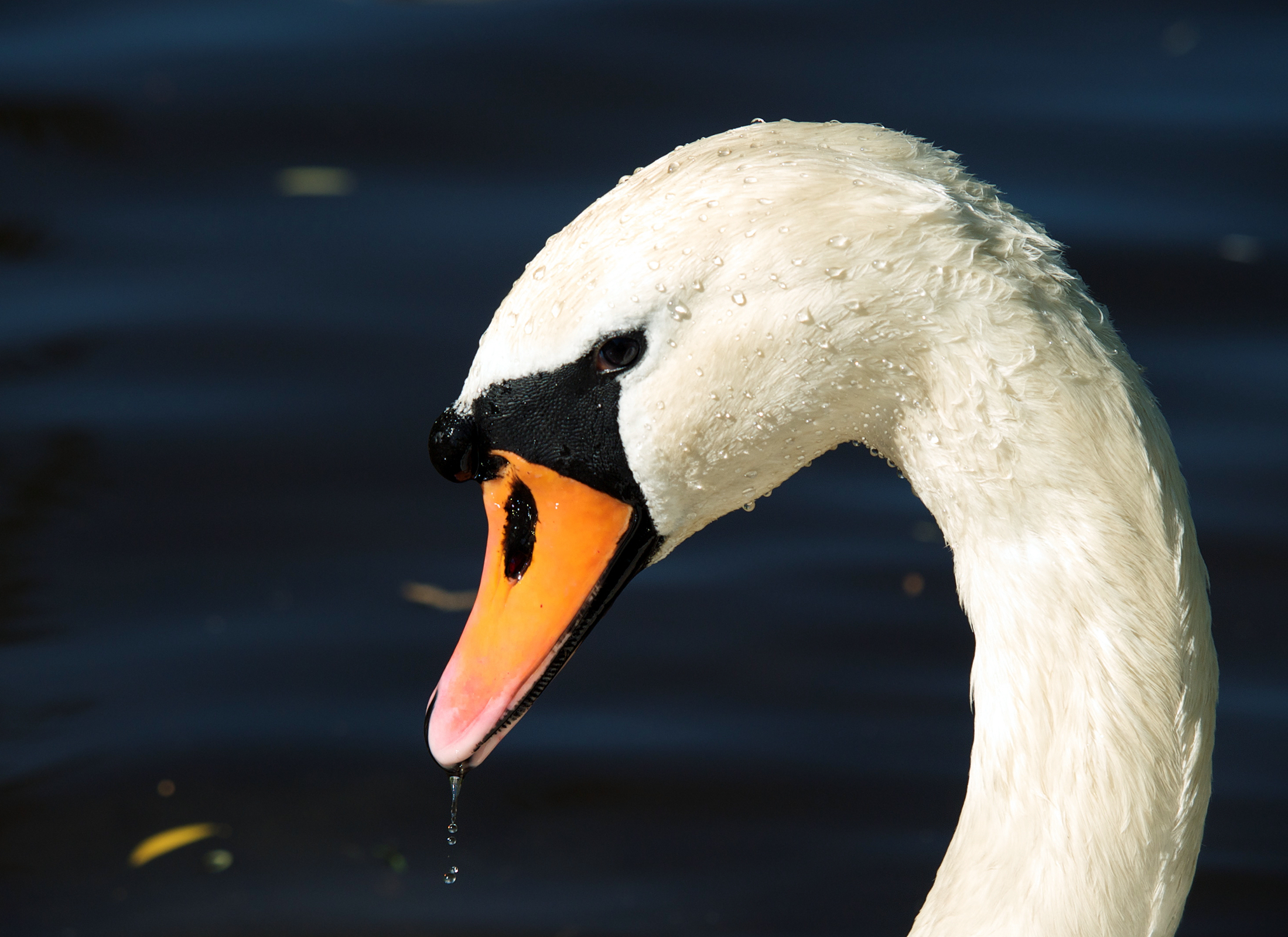
Kopf in Imponierhaltung; gut zu erkennen ist der namensgebende Höcker.

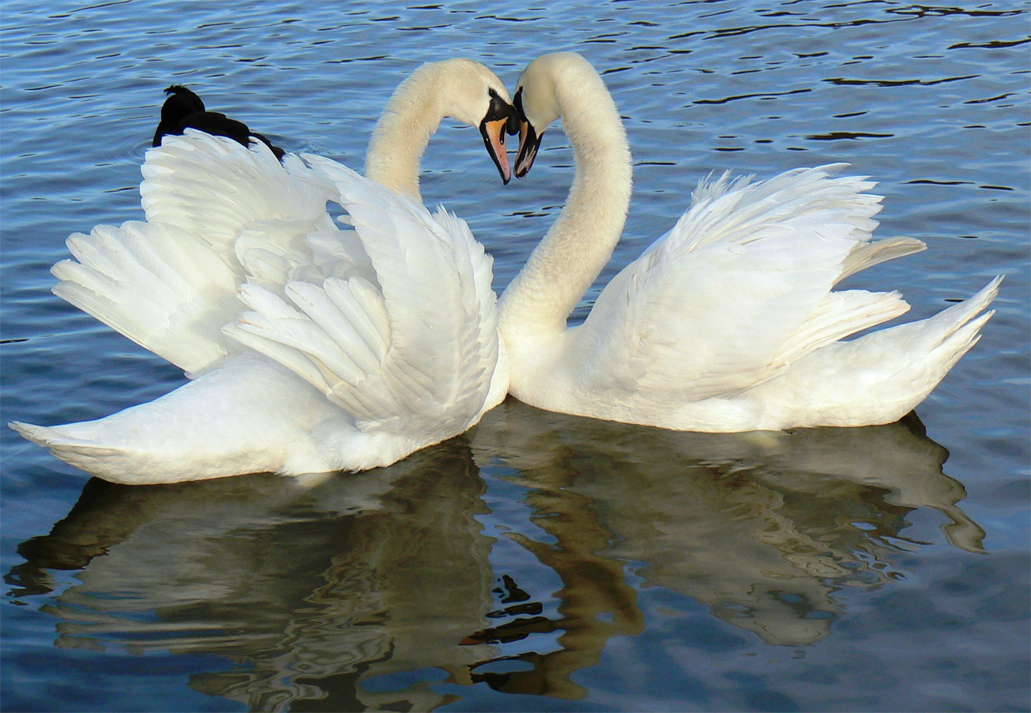
Zur Balz der Höckerschwäne gehört ein rhythmisches Halseintauchen mit gurgelndem Ausatmen.

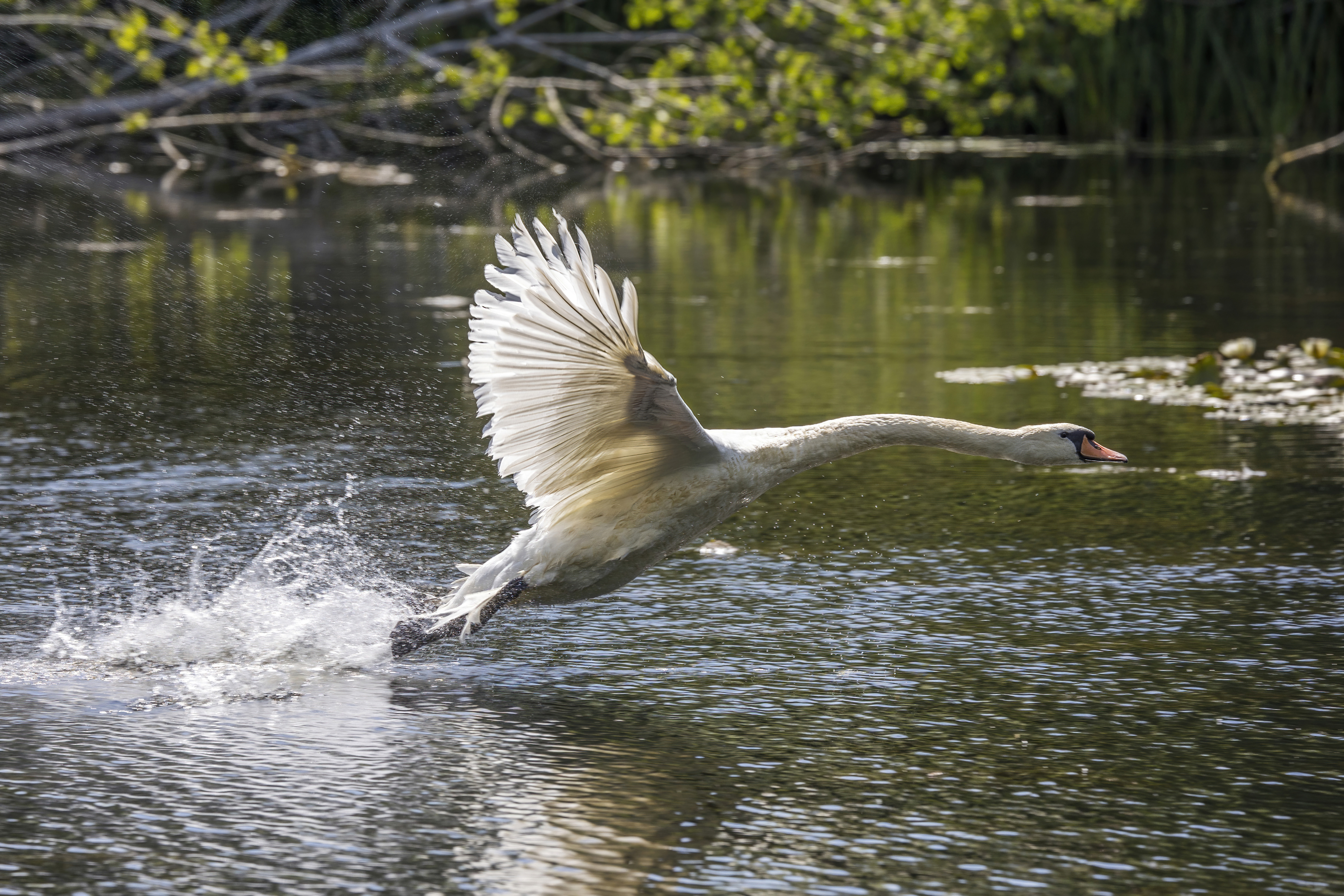
Auffliegender Höckerschwan

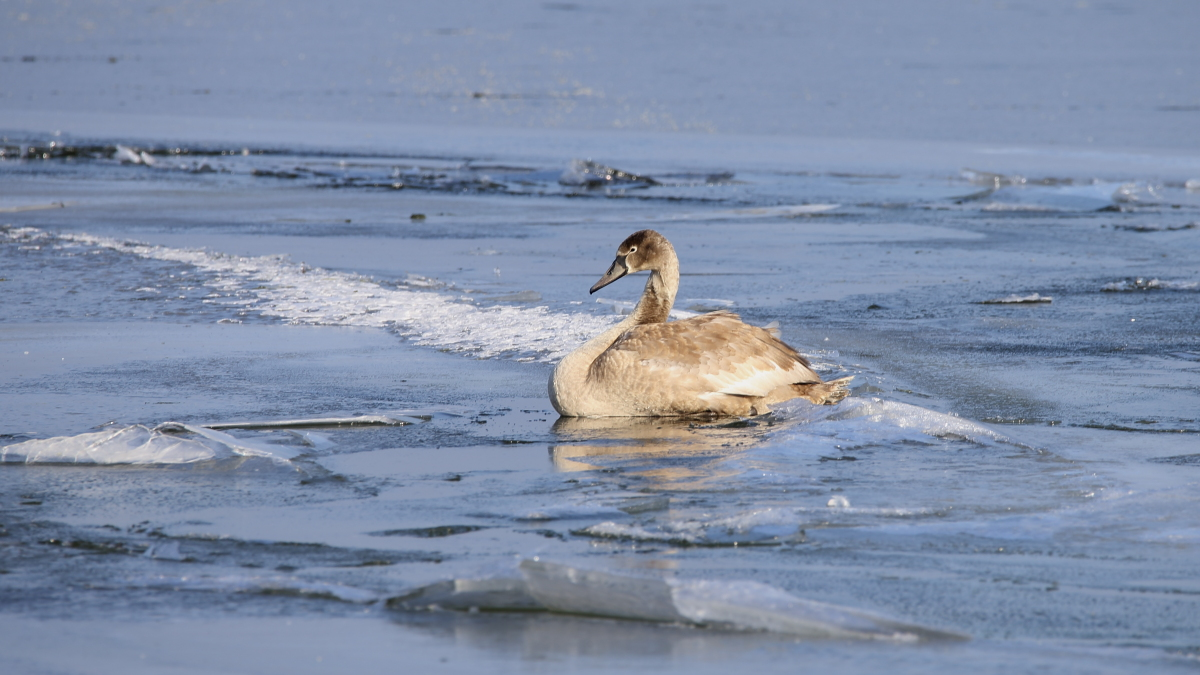
Festgefrorener Jungschwan mit graubraunem Gefieder

### Ausgewachsene Höckerschwäne
Der Höckerschwan kann eine Körperlänge von bis zu 160 Zentimetern und eine Spannweite von 240 Zentimetern erreichen. In der Regel wiegen ausgewachsene Männchen zwischen 10,6 und 13,5 Kilogramm, maximal sind für Männchen 14,3 kg nachgewiesen worden. Das Körpergewicht der Weibchen bleibt erheblich darunter und beträgt in der Regel nicht mehr als 10 Kilogramm. Der Höckerschwan ist damit in Mitteleuropa der größte heimische Wasservogel und gehört zu den schwersten flugfähigen Vögeln weltweit.
Höckerschwäne erreichen oft ein Alter von 16 bis zu 20 Jahren. Der älteste jemals entdeckte Schwan wurde Anfang 2009 nahe der dänischen Hafenstadt Korsør gefunden. An ihm wurde ein Ring mit der Kennung „Helgoland 112851“ (angebracht am 21. Februar 1970 in Heikendorf an der Kieler Förde) gefunden, was bedeutet, dass er 40 Jahre alt wurde.
Erwachsene Vögel besitzen ein einheitlich weißes Gefieder. Durch den orange-rot gefärbten Schnabel mit schwarzer Schnabelspitze und -wurzel kann er von anderen Schwänen unterschieden werden. Der schwarze Schnabelhöcker ist am stärksten bei Männchen während der Brutzeit ausgebildet. Weibchen haben im Schnitt außerdem eine etwas geringere Körpergröße, ansonsten besteht kein auffälliger Geschlechtsdimorphismus. Die Füße und Beine sind bei beiden Geschlechtern schwarz. Die Augen sind haselnussfarben.
Höckerschwäne tragen ihren Hals häufig S-förmig gebogen. Während der Brutzeit ist häufig eine Imponierhaltung zu beobachten, bei der der Hals stark zurückgebogen, der Schnabel nach unten gesenkt und die Schwingen segelartig gelüftet sind.
Höckerschwäne mausern einmal im Jahr ihr Gefieder. Sie sind dann für einen Zeitraum von sechs bis acht Wochen flugunfähig. Bei brütenden Weibchen beginnt die Mauser, noch während die Dunenküken klein sind. Die Mauser der Männchen solcher erfolgreicher Brutpaare beginnt, wenn beim Weibchen die Flugfedern wieder nachgewachsen sind.

### Dunenküken und Jungvögel
Dunenküken haben ein hell silbergraues Gefieder mit einer weißen Unterseite. Der Schnabel ist schwarz, die Füße und Beine dunkelgrau. Noch nicht ausgewachsene Jungvögel haben ein dumpf graubraunes Gefieder, das im Verlauf des ersten Lebensjahres zunehmend heller wird. Der Schnabel ist noch grau bis fleischfarben, wird dabei zunehmend mehr orange. Die braunen Federn werden allmählich verloren. Ein vollständig weißes Gefieder weisen die Jungschwäne nach der Vollmauser im zweiten Lebensjahr auf.

### Die Farbmorpheimmutabilis
Für den Höckerschwan werden keine Unterarten beschrieben. Es wird allerdings eine Farbmorphe unterschieden, die als immutabilis oder auch „Polnischer Schwan“ bezeichnet wird. Diese Farbvariante weist kein Melanin auf, so dass die Dunenküken und Jungvögel weiß erscheinen. Sie weisen bis zur Geschlechtsreife pinkfarbene bis gelbe Füße und Beine auf und sind an diesem Merkmal identifizierbar. Ausgewachsene Schwäne dieser Farbvariante haben hellgraue bis fleischfarbene Beine. Das Auftreten dieser Farbvariante ist häufiger bei im Osten Europas brütenden Höckerschwänen sowie bei den in den USA eingeführten Schwänen zu beobachten und tritt bei weiblichen Höckerschwänen häufiger als bei Männchen auf.
Es gilt als wahrscheinlich, dass diese Farbmorphe in historischer Zeit gezielt gezüchtet wurde, da eine Zeitlang ein Handel mit Schwanenhäuten stattfand und die Häute der immutabilis-Morphe früher verkaufsfähig waren. Ausgewachsene Höckerschwäne reagieren auf die weißen Dunenküken und Jungvögel aggressiver und diese werden früher als graubraune Jungvögel aus dem Territorium vertrieben. Ihre Mortalitätsrate ist im Vergleich zu den normalfarbenen Jungvögeln daher höher. Die Immutabilis-Variante wird jedoch früher geschlechtsreif.

## Stimme und Instrumentallaute
Höckerschwäne haben ein umfangreiches und variables Stimmrepertoire. Sie sind allerdings weniger laut und ihre Rufe sind weniger wohltönend als bei anderen Schwänen. Erregte Schwäne geben ein hartes, lautes hueiarr oder kiorr von sich. Zu ihren Lauten zählt auch ein leises krr-krr-krr oder tru-tru-truu. Ein Schwanenweibchen, das Junge führt, lässt bei Annäherung eines fliegenden Fressfeindes mehrsilbige ächzende Laute hören, die lautmalerisch mit krrr-wip-wip, chh oder einem tiefen chorr umschrieben werden können. Auch nach der Begattung geben Höckerschwäne gurgelnde, schnarrende und pfeifende Geräusche von sich.
Zu den Instrumentallauten der Höckerschwäne gehört das rhythmische Halseintauchen, bei dem sie gurgelnd ausatmen. Dieses Verhalten zeigen sie unmittelbar vor der Begattung. Arttypisch sind ihre metallisch sausenden bis singenden Fluggeräusche, die bei Sing- und Zwergschwänen fehlen.

## Flugbild

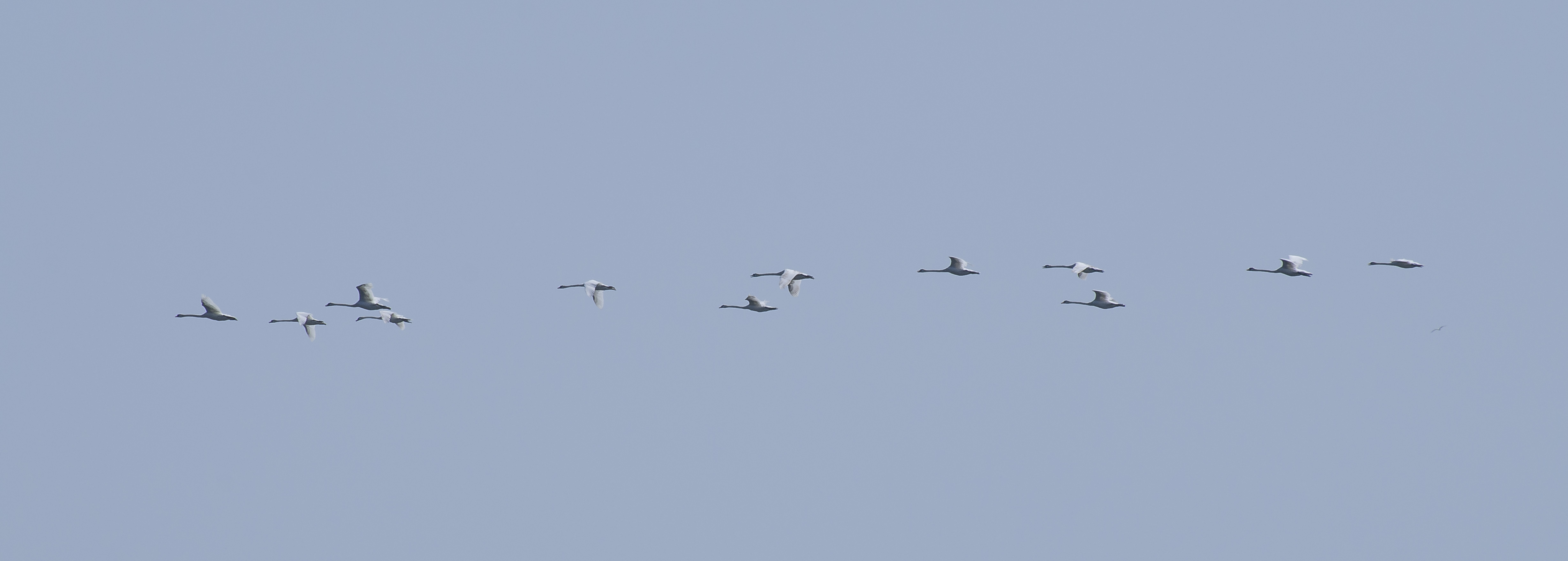
Flugformation

Höckerschwäne benötigen eine lange Anlaufphase, bevor sie sich in die Luft erheben können. Der Start der Höckerschwäne ist voller Kraft und Dynamik. Eine Zeitlang laufen sie über das Wasser und schlagen mit den Flügeln. Sobald sie sich in die Luft erhoben haben, ist ihr Flügelschlag langsam und kraftvoll. Sie gewinnen allerdings nur sehr allmählich an Höhe und der Flug wirkt insgesamt schwerfällig. Das rhythmische Fluggeräusch ist weithin hörbar.

## Verbreitung

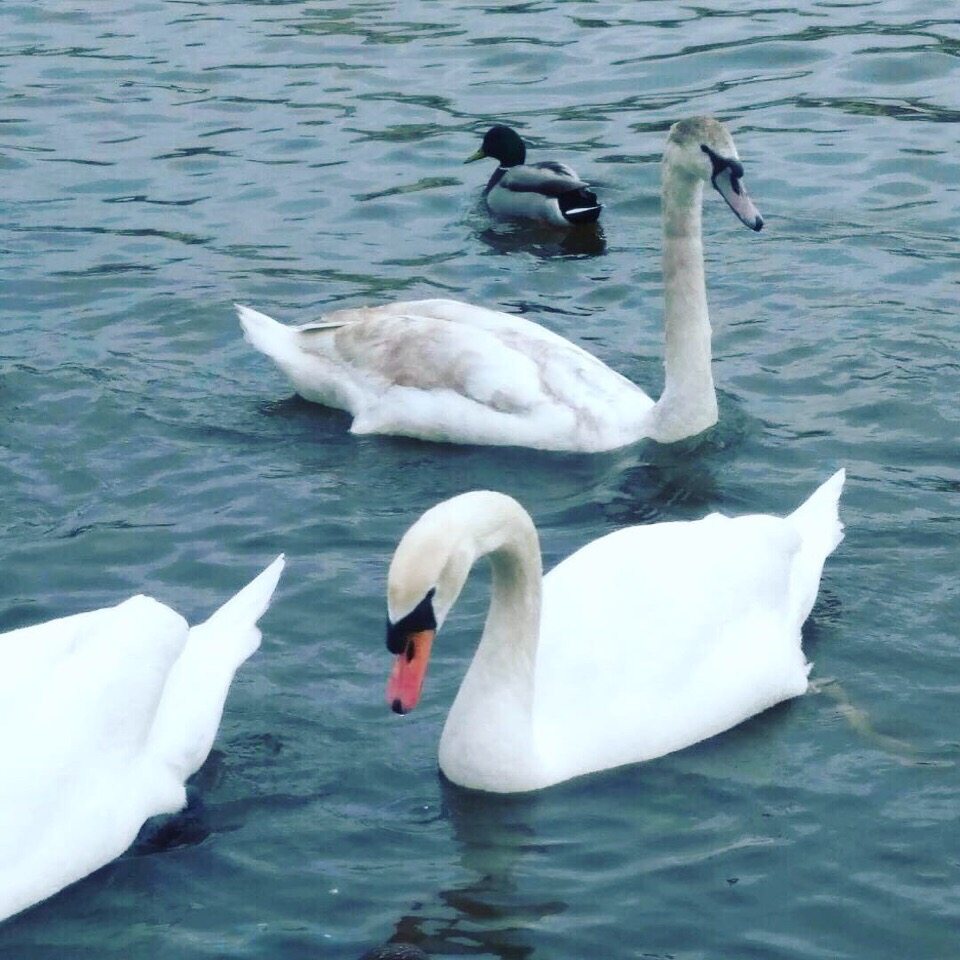
Höckerschwan auf dem Orongoi-See, Burjatien

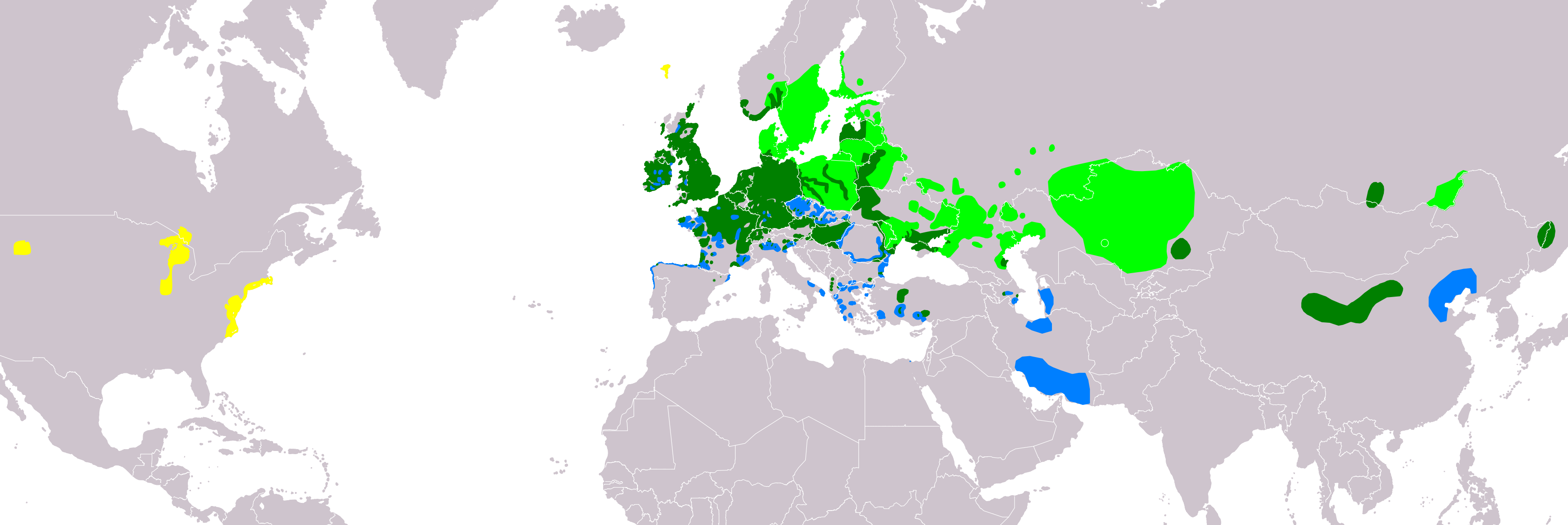
Verbreitung des Höckerschwanes
Brutgebiete
Ganzjähriges Vorkommen
Überwinterungsgebiete
Einführungsgebiete

Der Höckerschwan kam ursprünglich im nördlichen Mitteleuropa, im südlichen Skandinavien, im Baltikum und im Bereich des Schwarzen Meeres vor. In Asien reicht sein Vorkommen von Kleinasien bis Nordchina. Die Brutpopulationen in Westeuropa gehen ausschließlich auf ausgesetzte und verwilderte Vögel zurück. Auch in manchen Regionen Mitteleuropas war der Höckerschwan möglicherweise nie heimisch.
Der Höckerschwan wurde bis gegen das Ende des 19. Jahrhunderts stark bejagt, so dass er wildlebend fast nur noch im Ostseeraum vorkam. Parallel dazu gab es jedoch immer wieder Aussetzungsaktionen, die in Großbritannien weit vor dem 16. Jahrhundert und in Mitteleuropa etwa ab dem 16. Jahrhundert vorgenommen wurden. Eine intensivierte Ansiedelung erfolgte etwa ab 1920. Erst ab den 1950er Jahren kam es jedoch zu einer starken Zunahme des Bestands in Mitteleuropa. Beteiligt daran war der verbliebene Bestand an Höckerschwänen sowie eine erneute Verwilderung von Parkschwänen und zum Teil auch gezielte Ansiedelungen. Mit Zunahme der Siedlungsdichte erfolgte eine Ausweitung des Verbreitungsgebietes nach Süden und Südosten. Zur Zunahme haben unter anderem neben einer zeitweilig vollständigen Jagdverschonung auch ein Unterlassen der Eierernte, eine zunehmende Fütterung insbesondere im Winter und eine teilweise dadurch bedingte Verminderung der Fluchtdistanz, die auch zur Besiedlung belebter Ufer und Stillgewässer geführt hat, beigetragen. So ist der Höckerschwan heute auf vielen Teichen, Seen und Flüssen auf den Britischen Inseln und im südlichen Mitteleuropa anzutreffen. Einbürgerungen gab es auch in Nordamerika, so beispielsweise in der Region von New York und im Bundesstaat Michigan sowie in Australien und Neuseeland. In Neuseeland, wo er erstmals 1866 eingeführt wurde, kommt er mittlerweile in kleiner Zahl in einigen Feuchtgebieten, an mehreren Flüssen und an der Meeresküste vor. Zu Beginn der 1990er Jahre betrug die Zahl der in Neuseeland vorkommenden Höckerschwäne noch weniger als 200 wildlebende Vögel.
Während mitteleuropäische Vögel auch im Winter im Gebiet bleiben, ziehen Höckerschwäne vom Nordrand des europäischen Areals, etwa aus Skandinavien, und solche aus Zentralasien im Winter nach Süden. Zentralasiatische Höckerschwäne überwintern dann beispielsweise im Iran. Bei den mitteleuropäischen Schwänen kommt es jedoch zu Mauserzügen. So finden sich am IJsselmeer tausende von Schwänen ein, die dort ihr Gefieder wechseln. In dieser Zeit sind die Höckerschwäne für einige Wochen flugunfähig.

## Lebensraum

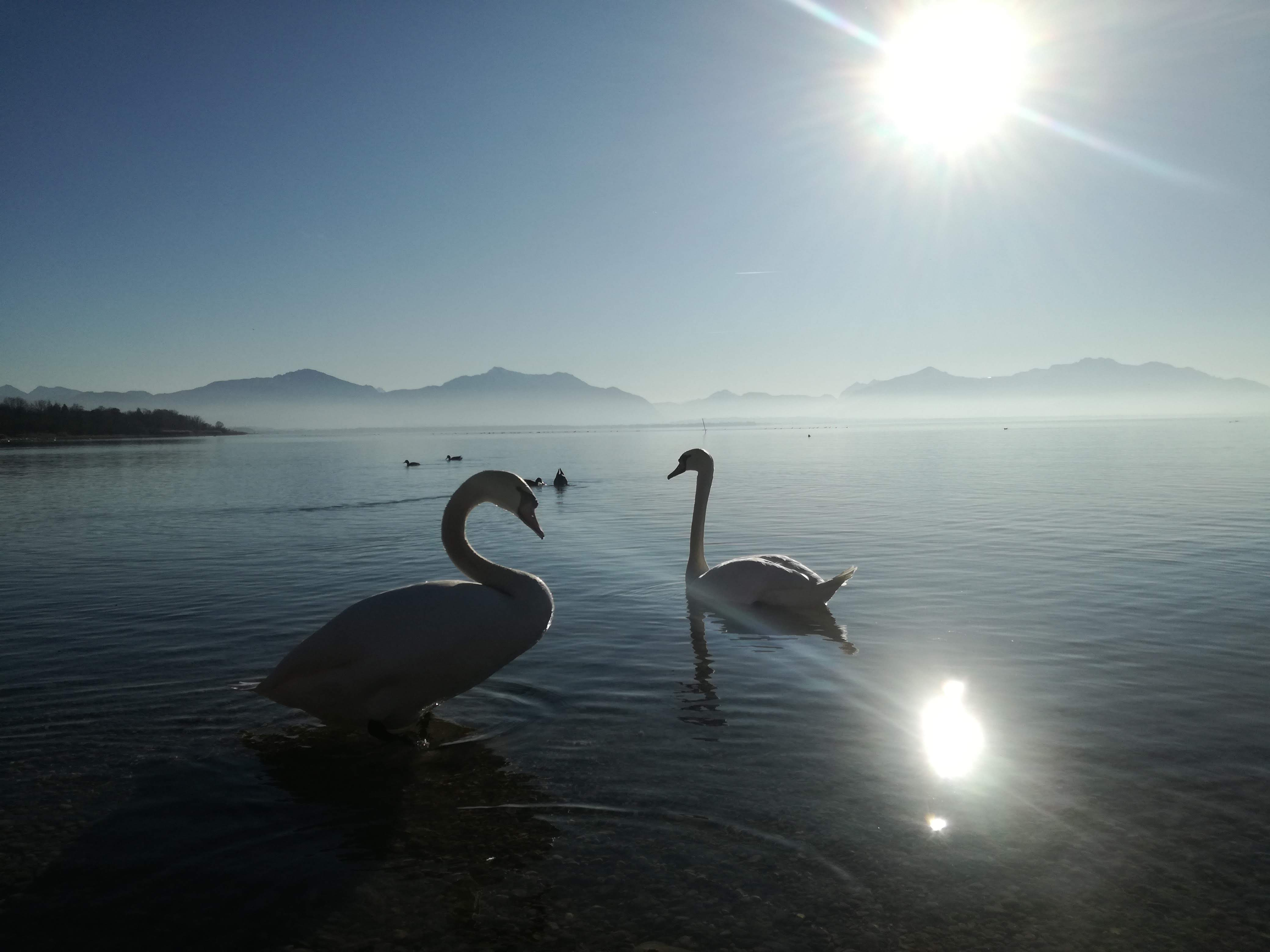
Höckerschwäne am Chiemsee (2016)

Lebensräume von Höckerschwänen waren ursprünglich Steppengewässer, Brackwassermarschen und langsam fließende Flüsse. Sie präferieren grundsätzlich eutrophe Flachseen. Eingeführte Populationen sind gleichfalls vor allem an seichten Seen zu finden und besiedeln regelmäßig auch Gewässer in menschlicher Nähe. Sie sind beispielsweise an Klär-, Park- und Fischteichen anzutreffen, die eutroph bis hypertroph sind. Sie halten sich jedoch häufig auch in geschützten Buchten an der Küstenlinie sowie auf Flüssen auf.

## Ernährung

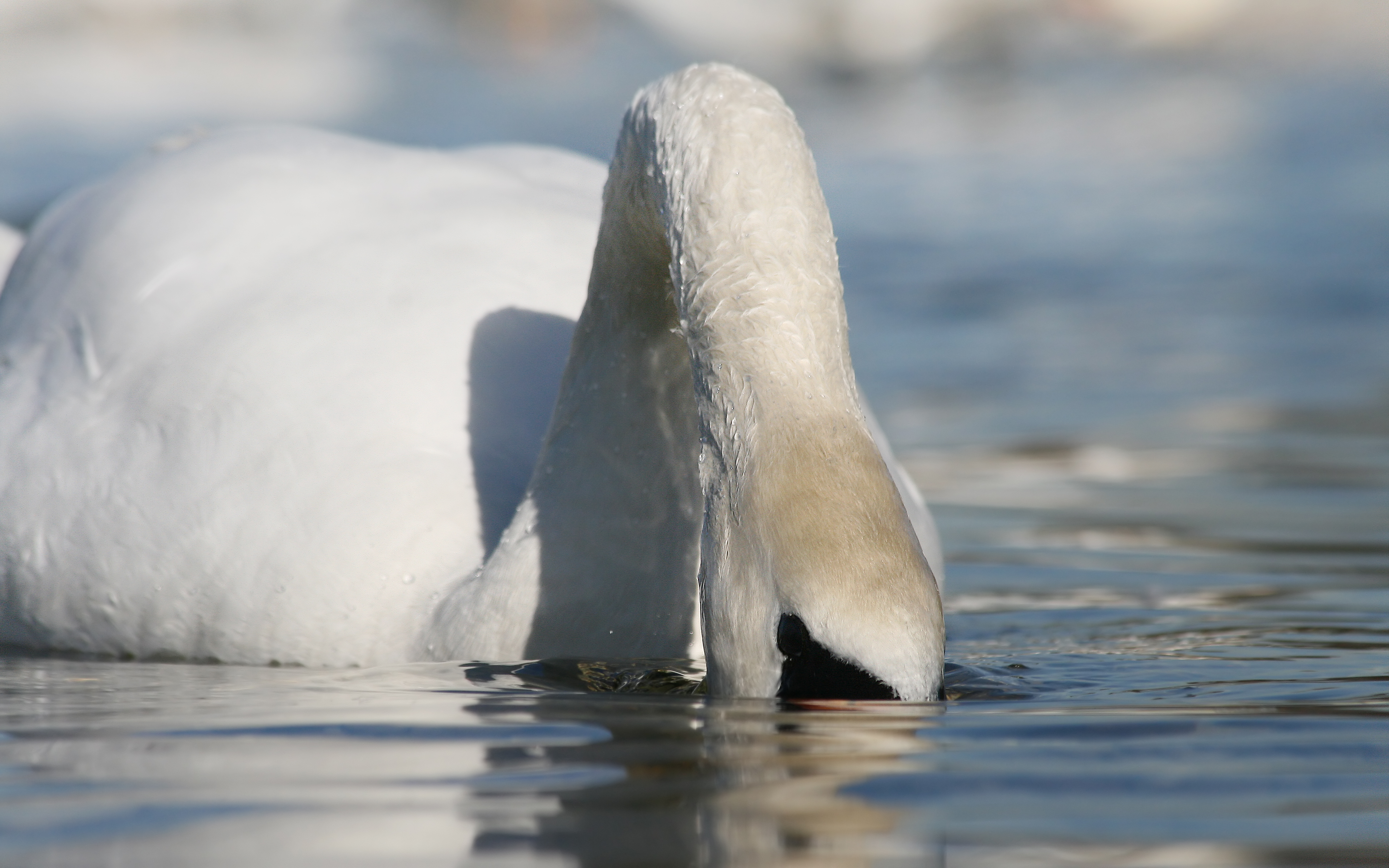
Nach Nahrung suchender Schwan

Der Höckerschwan lebt von Wasserpflanzen und den daran befindlichen Kleintieren (Muscheln, Schnecken, Wasserasseln), die er mit seinem langen Hals unter Wasser durch Gründeln erreicht. Hierbei erreicht er Tiefen von 70 bis 90 Zentimetern. An Land frisst er auch Gras und Getreidepflanzen. Dies kommt vor allem im Spätwinter vor, wenn die Unterwasservegetation nicht mehr ausreichend Nahrung bietet. Höckerschwäne bevorzugen dabei vor allem Rapsflächen. Grünland wird dagegen von ihnen nur selten als Nahrungsfläche genutzt. Die Fressphase beginnt im Winter etwa drei Stunden nach Sonnenaufgang und endet erst mit Einbruch der Dunkelheit. Im Frühjahr steigt der Anteil von Wasserpflanzen in der Nahrung wieder. Im Sommer erfolgt die Nahrungssuche ausschließlich auf Gewässern.
Höckerschwäne sind nicht fähig, frei schwimmende Tiere zu erbeuten.
Der Nahrungsbedarf der Höckerschwäne ist sehr hoch. Während der Mauser fressen ausgewachsene Höckerschwäne bis zu vier Kilogramm an Wasserpflanzen pro Tag. Besonders hoch ist der Nahrungsbedarf von verpaarten Weibchen. Diese fressen während der Brutphase kaum und müssen daher entsprechende Nahrungsreserven anlegen.

## Fortpflanzung

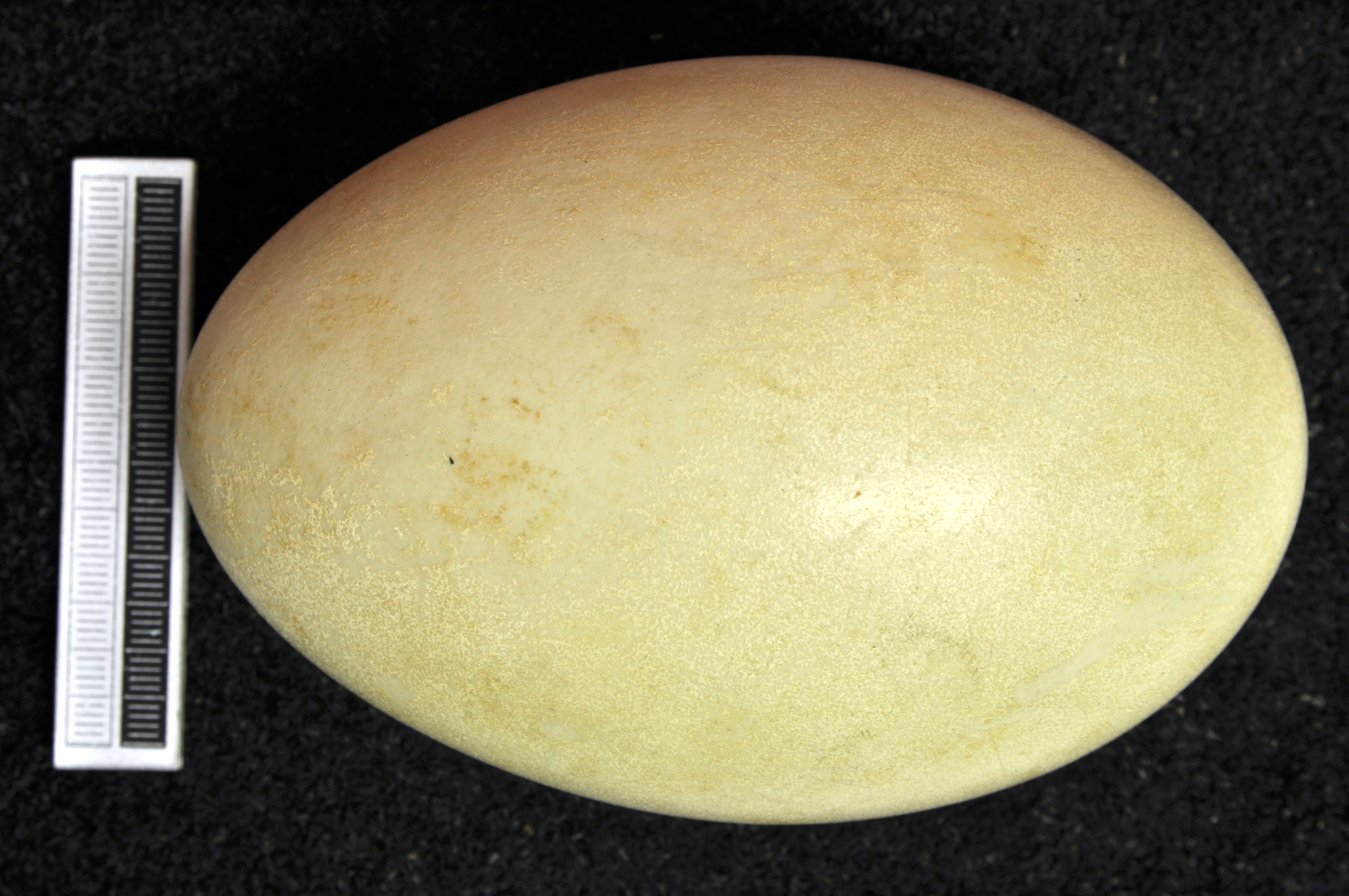
Ei, Sammlung Museum Wiesbaden

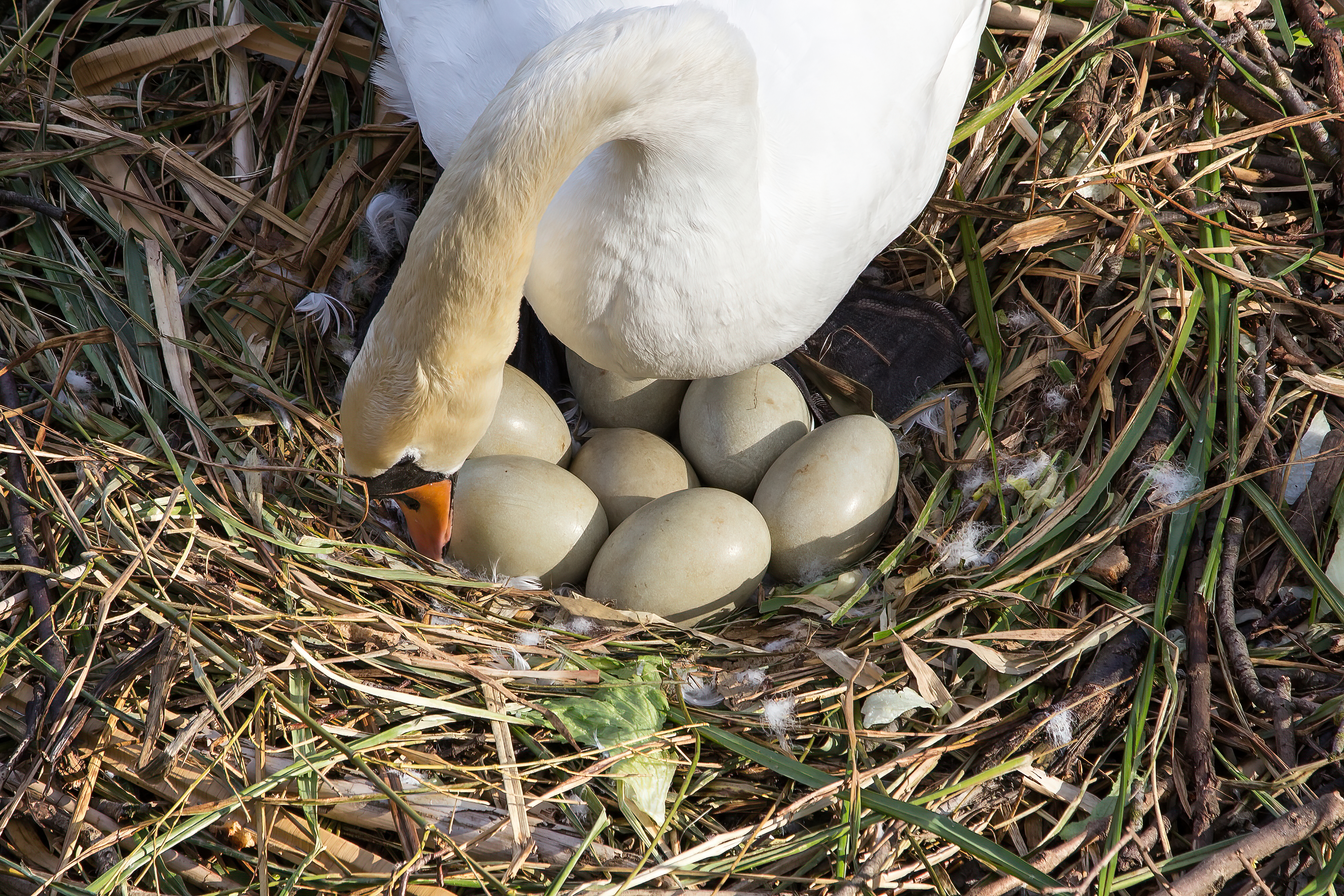
Schwan bei der Brutpflege

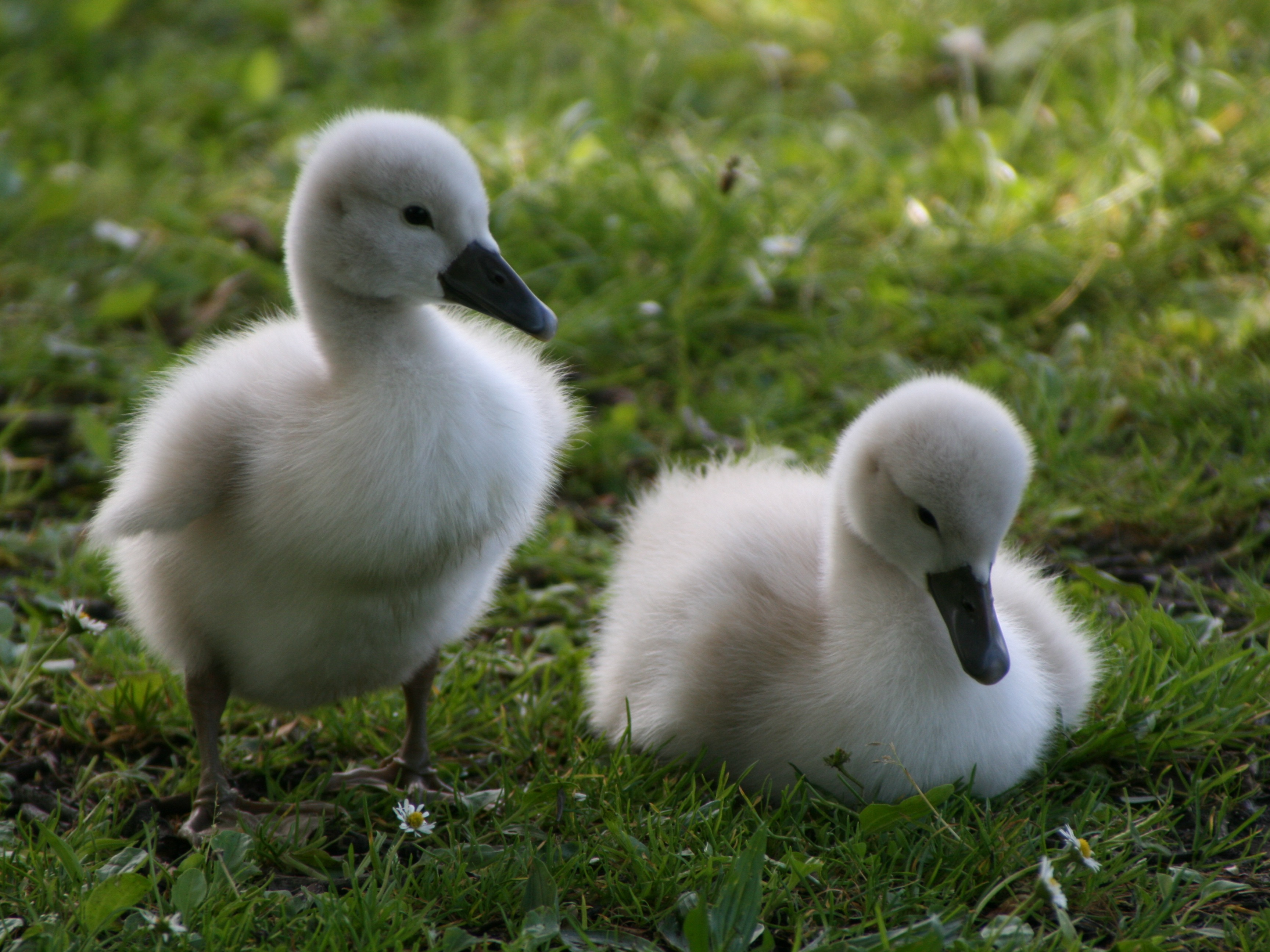
Schwanenküken an Land

Höckerschwäne binden sich auf Lebenszeit. Sie pflanzen sich erstmals im dritten oder vierten Lebensjahr an Land fort. Insbesondere in der Brutzeit, die im März beginnt, sind die männlichen Höckerschwäne sehr aggressiv und verteidigen ihr Territorium nachdrücklich auch gegen näher kommende Menschen und stoßen dabei Fauchlaute aus.
Das Nest wird von beiden Elternvögeln nahe dem Wasser, auf kleinen Inseln oder im seichten Wasser im Verlauf von etwa zehn Tagen gebaut. Es ist ein großer Bau, der aus Reisern, Schilf und Rohr besteht. Die eigentliche Nestmulde ist nur sehr schwach mit Daunen ausgepolstert. Der Nestbau wird vom Männchen eingeleitet, dem sich der weibliche Altvogel später anschließt. Ein Gelege besteht in der Regel aus fünf bis acht schmutzig gelbbraunen Eiern, die in einem Legeabstand von etwa 48 Stunden gelegt werden. In sehr seltenen Fällen umfasst ein Gelege auch bis zu zwölf Eier. Die Brutzeit beträgt 35 bis 38 Tage. Es brütet überwiegend das Weibchen. Die Küken sind Nestflüchter. Einen Tag alte Küken wiegen im Schnitt 220 Gramm.
Beide Eltern kümmern sich vier bis fünf Monate lang bis zum Flüggewerden um die Jungen. Insbesondere Weibchen tragen die Dunenküken gelegentlich zwischen den Schwingen auf dem Rücken. Dies schützt die Dunenküken unter anderem vor den Nachstellungen durch große Hechte. Zur elterlichen Brutfürsorge gehört ein Herausreißen von Unterwasservegetation, die die Dunenküken ohne die Elternvögel nicht erreichen könnten. Flügge sind die Jungvögel etwa in einem Alter von 120 bis 150 Tagen.
Die Mortalitätsrate unter Dunenküken und Jungvögeln ist sehr hoch. Studien in Großbritannien haben gezeigt, dass zwischen 29 und 49 Prozent der Gelege verloren gehen, noch bevor die Küken schlüpfen. Häufige Ursache ist menschlicher Vandalismus. Die hohe Mortalität hält auch in den ersten Lebensjahren an, so dass nur etwa elf Prozent der Dunenjungen jemals selber brüten.

## Bestand
Die Gesamtpopulation des Höckerschwans wird von der IUCN auf 600.000 bis 620.000 Tiere geschätzt. Die Art gilt als ungefährdet. Auf dem europäischen Festland lebt ein geschätzter Bestand von 250.000 Höckerschwänen, Irland und Großbritannien haben eine Population von insgesamt 47.000, am Schwarzen Meer kommen weitere 45.000 vor. In West- und Zentralasien bis zum Kaspischen Meer leben 260.000 bis 275.000 Höckerschwäne, in Ostasien dagegen ist der Bestand sehr klein. Dort leben zwischen 1.000 und 3.000 Höckerschwäne. In Nordamerika werden 14.700 Höckerschwäne gezählt.
Bei Höckerschwänen lässt sich ein sehr komplizierter Mechanismus der Bestandsregulierung beobachten. Es handelt sich dabei um eine dichteabhängige Bestandsregulierung. So haben zwar Höckerschwäne nach dem Zweiten Weltkrieg in Mitteleuropa stark zugenommen, ein weiteres Anwachsen findet jedoch mittlerweile nicht mehr statt, obwohl die zunehmende Winterfütterung den Verlust während des Winterhalbjahres reduziert hat.

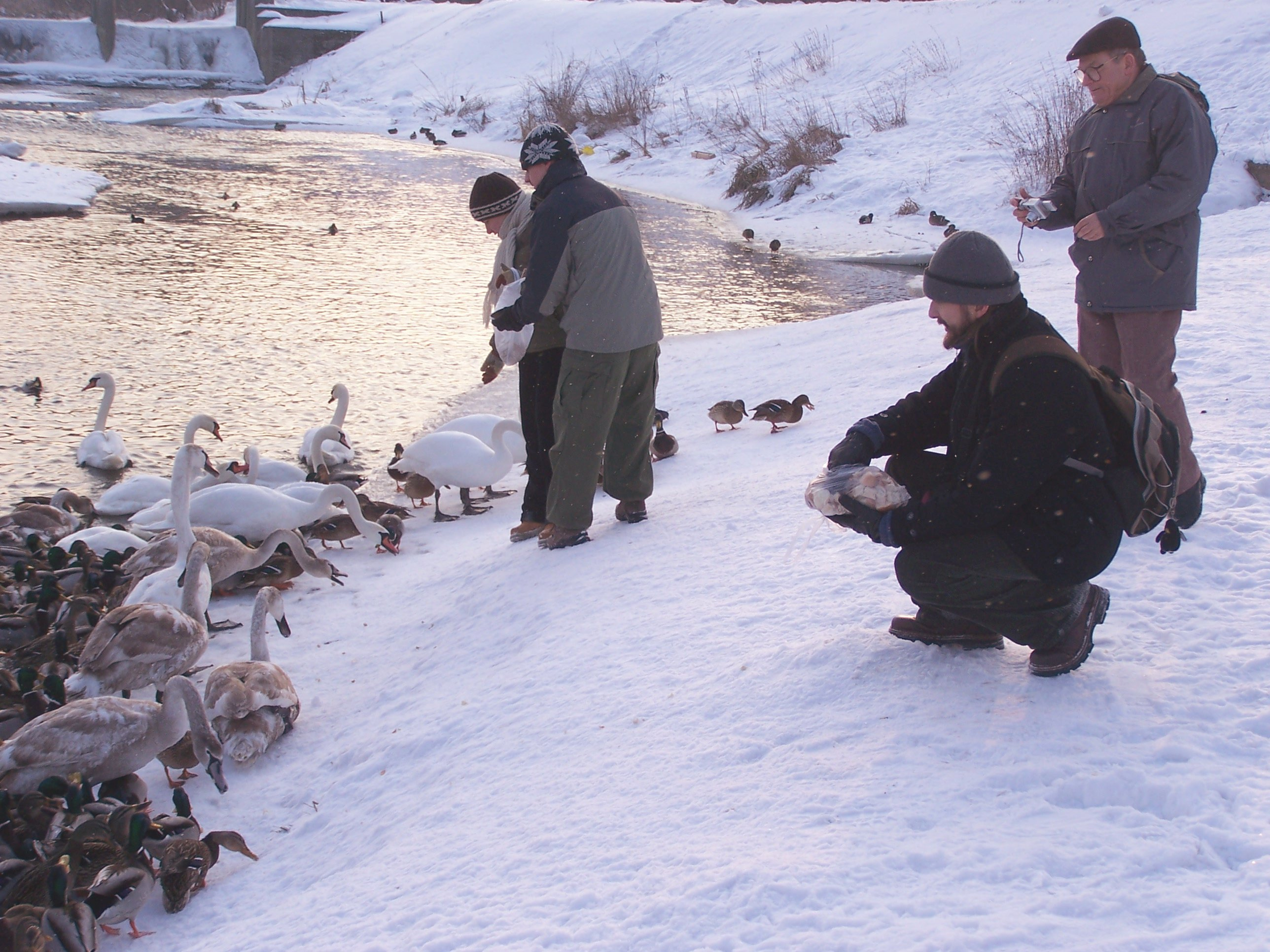
Die Winterfütterung führt dazu, dass während des Winterhalbjahres eine geringere Anzahl an Schwänen stirbt.

Bestandsregulierend wirkt sich unter anderem der hohe Anteil an zwar ausgewachsenen und damit geschlechtsreifen Höckerschwänen aus, die aber nicht brüten. Der Anteil macht an ausgewachsenen Vögeln in vielen Populationen mehr als 50 Prozent unter den adulten Tieren aus. Dies ist teilweise auf erhöhte Nahrungskonkurrenz zurückzuführen. In Regionen mit sehr hoher Schwanendichte sind die einzelnen Schwäne häufig nicht optimal im Futter und weisen nicht die körperliche Kondition auf, die notwendig ist, um zur Brut zu schreiten. Als weiterer Faktor wirkt sich aus, dass viele Höckerschwäne ein großes Brutterritorium benötigen und nicht alle Schwäne sich ein solches erkämpfen können.
An einigen Stellen brüten Höckerschwäne davon abweichend auch in Kolonien. Es handelt sich dabei überwiegend um die halbdomestizierten Bestände. Der Bruterfolg dieser kolonienbrütenden Populationen ist jedoch gering. Im mehrjährigen Durchschnitt ziehen einzeln brütende Höckerschwäne 2,6 Junge pro Brut groß. Bei kolonienbrütenden Paaren werden im Schnitt aber nur 0,9 Jungschwäne groß. Die Gelegegröße ist mit 5,6 beziehungsweise 5,2 Eiern dagegen fast identisch. Der geringe Bruterfolg kolonienbrütender Höckerschwäne liegt unter anderem am hohen Eiverlust, zu dem es durch die große Unruhe unter den Höckerschwänen kommt. Durch die ständige Auseinandersetzung mit in der Nachbarschaft brütenden Höckerschwänen werden viele Eier zerbrochen. Gleichzeitig ist die Mortalitätsrate unter den geschlüpften Kolonienbrütern deutlich höher als bei einzeln brütenden Paaren, da sich ihr Neststandort an weniger optimalen Stellen befindet. Das macht sich vor allem in windigen Sommern bemerkbar, wenn die Sterblichkeitsrate von Jungschwänen in Kolonien wetterbedingt besonders hoch ist. Jungschwäne aus Brutkolonien sind häufig in einem schlechteren Ernährungszustand als solche von Einzelbrütern. Deswegen überlebt eine geringere Anzahl von Jungtieren aus Kolonien ihren ersten Winter.

## Gefährdungen
Neben der Jagd (s. u.) gibt es noch eine Reihe weiterer Gefährdungen für Höckerschwäne. In harten Wintern kommt es zu natürlichen Todesfällen. Es wurden Fälle von Bleivergiftungen durch Bleischrot und Angelblei nachgewiesen. Es kommt zu Unfallopfern an Stromleitungen durch Anflüge. Auch Todesfälle durch Krankheiten, darunter Botulismus, treten auf.
Früher kam es zu Gelegeverlusten durch menschliches Eiersammeln und absichtliche Gelegezerstörung zur Bestandskontrolle. Durch menschliche Störungen kann es zur Gelegeaufgabe kommen. Auch Wasserstandsschwankungen am Brutgewässer können zum Gelegeverlust führen.

## Jagd
In Deutschland unterliegt der Höckerschwan dem Jagdrecht und darf in der Regel vom 1. November bis zum 20. Februar des folgenden Jahres geschossen werden. Einzelne Bundesländer wie Thüringen und Hessen sowie die Stadtstaaten Bremen, Hamburg und Berlin verzichten auf eine Jagdzeit. Auch in Österreich gehören die Höckerschwäne zu den jagdbaren Tierarten. In der Schweiz dürfen sie hingegen nur mit Ausnahmegenehmigung bejagt werden, falls die Höckerschwäne Schäden verursachen. In Deutschland werden jedes Jahr mehrere Tausend Höckerschwäne geschossen. Es liegen anscheinend zurzeit keine bundesweiten Abschusszahlen vor. In Bayern wurden im Jagdjahr 2010/11 657 Höckerschwäne in der Streckenliste geführt. In Schleswig-Holstein waren im Jagdjahr 2010/11 676 Höckerschwäne auf der Streckenliste. In den Jagdjahren 2008/09 und 2009/10 waren 473 bzw. 752 Höckerschwäne in der Jagdstrecke Schleswig-Holsteins aufgeführt. Meist dürfen wie z. B. in Schleswig-Holstein Höckerschwäne nur per Kugelschuss gejagt werden.
In der Streckenliste sind jeweils auch das Fallwild (Todfund ohne Jagdeinwirkung) enthalten. Der Anteil des Fallwildes an der Jagdstrecke schwankt sehr stark. Im Jagdjahr 2010/11 enthielt z. B. die Jagdstrecke in Schleswig-Holstein 22 Prozent Fallwild.
Der Naturschutz fordert in Mitteleuropa einen Jagdverzicht auf den Höckerschwan wegen Verwechselungsgefahr mit Singschwan und Zwergschwan. Da Mitteleuropa große Bedeutung als Rastgebiet für Singschwan und Zwergschwan hat, soll ein irrtümlicher Abschuss dieser Arten ausgeschlossen werden.

## Höckerschwan und Mensch
In Großbritannien hatte der Höckerschwan seit spätestens 1186 königlichen Status, und 1361 wurde der erste Schwanenmeister ernannt. 1482 wurde durch ein vom Parlament verabschiedetes Gesetz, den Act of Swans, festgelegt, dass nur Landbesitzer ab einer gewissen Größe ihres Besitzes Schwäne halten durften. Von ursprünglich 900 Besitzberechtigten sind nur mehr drei verblieben: die Hochehrwürdige Gesellschaft der Färber, die bei der jährlichen Schwanenzählung, dem Swan-Upping im Juli, die Schnäbel mit einer Kerbe markiert, die Hochehrwürdige Gesellschaft der Winzer, die ihre Schwäne mit zwei Kerben versieht, und der Monarch, dem alle unmarkierten Tiere gehören. Dies alles ist aber heutzutage nur noch von zeremonieller Bedeutung. Der königliche Besitz von Schwänen kommt nicht auf den Orkney- und den Shetlandinseln zur Anwendung, wo noch das auf die Wikinger zurückgehende Udal Law Geltung hat, gemäß welchem Schwäne im Volkseigentum stehen.
Seit 1971 besitzt der Höckerschwan durch den Creatures and Forest Law Act weiteren Schutz.

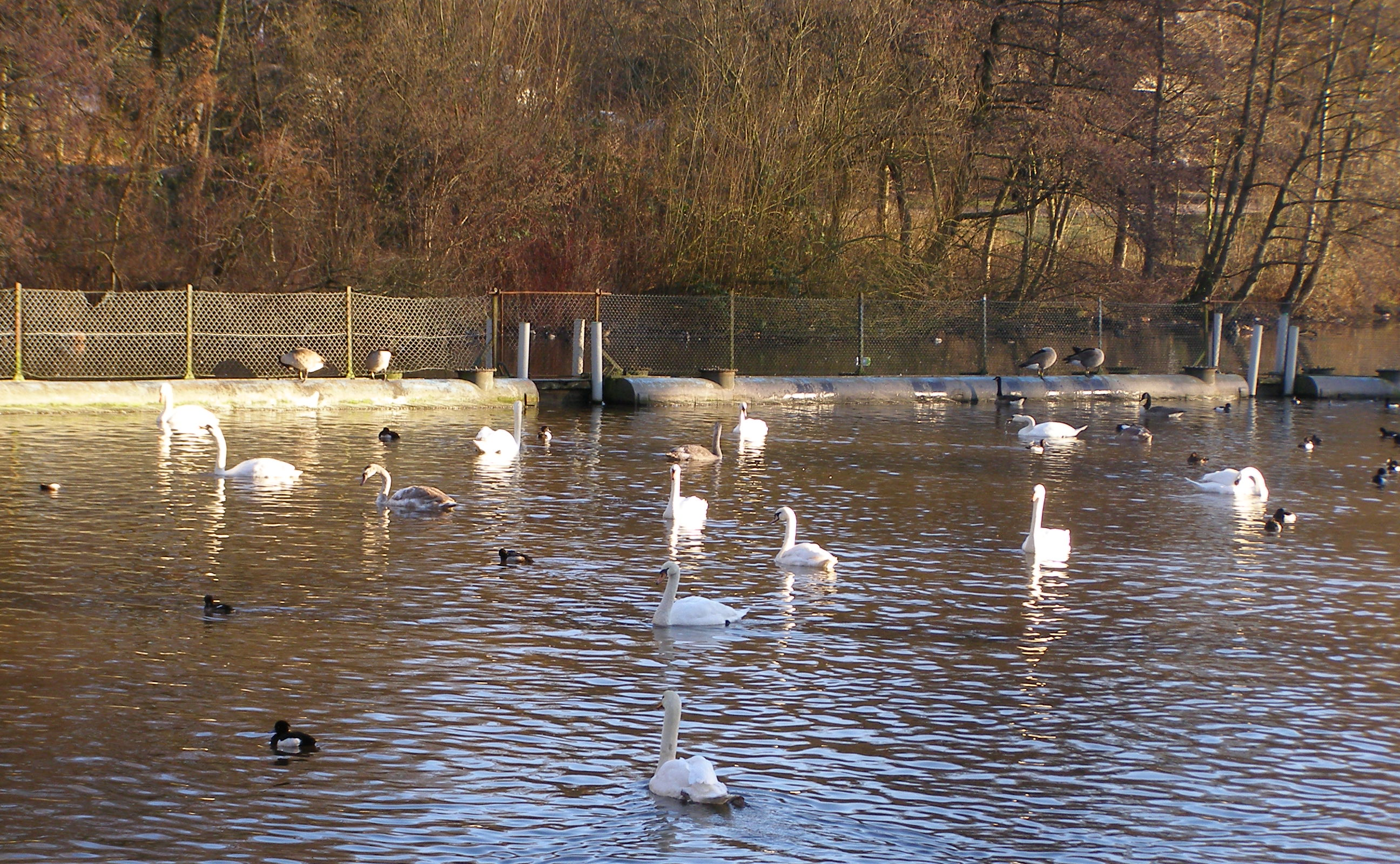
Überwinterungsbereich der Alsterschwäne

In Hamburg wird der Höckerschwan wie ein Wappentier betrachtet. Er wird immer mit der Alster in Verbindung gebracht und ist im Logo der Alster-Touristik GmbH deutlich zu erkennen. Es gibt einen „Schwanenvater“, der sich seit dem 17. Jahrhundert um die Alsterschwäne kümmert. Zu seinen Aufgaben gehört es, die Schwäne der Alster und der umliegenden Kanäle im Herbst einzufangen, sie zu ihrem Winterquartier, dem Eppendorfer Mühlenteich zu bringen, dort mit Nahrung zu versorgen und im Frühjahr wieder auszusetzen.
Seit 1926 unter Schutz gestellt, wurde der Höckerschwan in Dänemark 1984 nach einer Umfrage in den Rang eines Nationalvogels erhoben.